# ماثيو بوكلاند
ماثيو بوكلاند (بالإنجليزية: Matthew Buckland)‏ هو صحفي وشخصية أعمال جنوب أفريقي، ولد في 22 أغسطس 1974 في جنوب أفريقيا، وتوفي في 23 أبريل 2019 بسبب سرطان.